# Chmeľov
Chmeľov és un poble i municipi d'Eslovàquia. Es troba a la regió de Prešov, al nord del país. La primera referència escrita de la vila data del 1212.

## Demografia
| Godina             | 1994 | 2004   | 2014   | 2024   |
| ------------------ | ---- | ------ | ------ | ------ |
| Nombre de persones | 854  | 912    | 984    | 1076   |
| Diferència         |      | +6,79% | +7,89% | +9,34% |

| Godina             | 2023 | 2024   |
| ------------------ | ---- | ------ |
| Nombre de persones | 1078 | 1076   |
| Diferència         |      | −0,18% |